# Liste der Einträge im National Register of Historic Places im Pulaski County (Missouri)

Lage des Pulaski County in Missouri

Die Liste der Einträge im National Register of Historic Places im Pulaski County in Missouri führt die Bauwerke und historischen Stätten im Pulaski County auf, die in das National Register of Historic Places aufgenommen wurden.
| [ 3 ] | Name                           | Bild                      | Eintragsdatum        | Lage                                                           | Ort                  | Beschreibung |
| ----- | ------------------------------ | ------------------------- | -------------------- | -------------------------------------------------------------- | -------------------- | ------------ |
| 1     | Decker Cave Archeological Site |                           | 1971 ID-Nr. 71000473 | Adresse nicht veröffentlicht                                   | Buckhorn             |              |
| 2     | Calloway Manes Homestead       | Calloway Manes Homestead  | 1980 ID-Nr. 80002390 | Nordwestlich von Richland 37° 52′ 54″ N, 92° 23′ 49″ W         | Richland             |              |
| 3     | Old Stagecoach Stop            | Old Stagecoach Stop       | 1980 ID-Nr. 80002391 | Linn Street Ecke Courthouse Square 37° 49′ 46″ N, 92° 12′ 0″ W | Waynesville          |              |
| 4     | Onyx Cave                      |                           | 1999 ID-Nr. 99000529 | 14705 Private Drive 8541 37° 53′ 8″ N, 92° 1′ 47″ W            | westlich von Newburg |              |
| 5     | Pulaski County Courthouse      | Pulaski County Courthouse | 1979 ID-Nr. 79001391 | Courthouse Square 37° 49′ 45″ N, 92° 12′ 4″ W                  | Waynesville          |              |